# 牧野昌広
牧野 昌広（まきの まさひろ、1883年‐1939年）は、明治時代から昭和時代にかけての日本画家。

## 来歴
小林清親及び寺崎広業の門人。1883年に本荘県(現・秋田県)本荘市(現・由利本荘市)中横町に、お抱え絵師の牧野雪僊の孫として生まれる。本名は昌造。1897年頃、清親に入門したといわれ、1900年、昌広18歳の時に東京へ上京する。この頃、浮世絵は衰退期にあたり、後に郷里の先輩であった寺崎広業に師事した。昌広は身体が病弱であったため、実力を発揮することができなかった。1939年に東京で没す。

## 作品
- 「観音像」 紙本着色 新井石禅賛
- 「布袋」